# 群馬一家3人殺害事件
群馬一家3人殺害事件（ぐんまいっかさんにんさつがいじけん）は、1998年（平成10年）1月14日に群馬県群馬郡群馬町三ツ寺（現：高崎市）で発生した殺人事件。未解決事件となっている。群馬県警察による正式名称は群馬町三ツ寺における一家3人殺人事件。

## 概要
1998年（平成10年）1月14日、群馬県群馬郡群馬町（現：高崎市）で電気工事業を経営していた男性（当時48歳）とその妻（当時48歳）、男性の母親（当時85歳）の一家3人が殺害された。
群馬県警による捜査の結果、以前から経営者の長女に好意を持ち、電話したり、車でつけまわすなどのストーカー行為を繰り返していたトラック運転手のK（事件当時28歳）が被疑者と断定され、全国に指名手配された。
Kは、殺害後もしばらく現場に残り、妻が調理中だった味噌汁を飲むなどをしていたことが判明している。
犯行後の1月21日深夜、群馬県太田市や埼玉県熊谷市周辺で指名手配犯Kの愛車である黒色の日産・シルビアが確認されているが、以降足取りは途絶えている。指名手配犯名義の金融口座には全く動きがなく、本人の身柄はおろか逃走車両も見つかっていない。県警は逃走車両ごと自殺を図った可能性も視野に入れ、群馬県内外の湖沼約20個所を捜索したが成果はなかった。 
2007年（平成19年）11月1日、捜査特別報奨金制度の対象事件として告示される。報奨金額は300万円である。
2022年（令和4年）4月1日、新設した高崎北警察署が現場の地域を管轄することに伴い、捜査本部が事件当時から設置されていた高崎警察署から移管した。

## 指名手配犯K
- 1969年7月31日生まれ（現在55歳）
- 身長170センチ
- やせ型
- 面長
- 事件当時に乗っていた車
  - 平成8年式の日産・シルビア（車体色：黒）
  - ナンバープレート：「群馬33 も 8670」
- 潔癖症で爪を噛んだり、手のにおいを嗅いだりする癖がある

## その他
- 2018年11月7日、事件の遺族が指名手配犯のKに約1億370万円の損害賠償を求める訴えを前橋地裁高崎支部に起こしたことがわかった[3]。訴状によると、「肉親を被告の身勝手な犯行により殺害され、突如失望と悲嘆のどん底に突き落とされた」などと主張。自身への慰謝料に相続した損害賠償請求権の分なども加え、約1億370万円の支払いを求めている。2019年1月10日、前橋地裁高崎支部は「賠償請求権は消滅していない」として請求通りKに対して約1億370万円の賠償を命じる判決を言い渡した[4]。民法では、損害賠償の請求権は不法行為から20年が経過すると、時効により消滅するとしているが、判決では「期間内に権利行使の意志を明確にすれば足り、裁判上の権利行使を行うまでの必要はない」として、時効までに「賠償請求権を保存した」と認めた。
- 2019年4月30日、日本テレビのザ!世界仰天ニュースにおいて事件の再現ドラマが放送され、生放送中に高崎警察署において情報収集が行われた[5]。